# Diewica (rejon ostrogożski)
Diewica (ros. Девица) – wieś (sieło) w Rosji, w obwodzie woroneskim, w rejonie ostrogożskim. W 2021 liczyła 650 mieszkańców.